# Irako kastuma
Irako kastuma et un jeune garçon qui détient un crystal puissant il se nomme le crystal originel plusieurs nations veulent s'emparer du crystal du jeune kastuma 
Le crystal été a son père que Celui-ci  lui passe avant sa mort contre le master des angu.